# 반궤도차

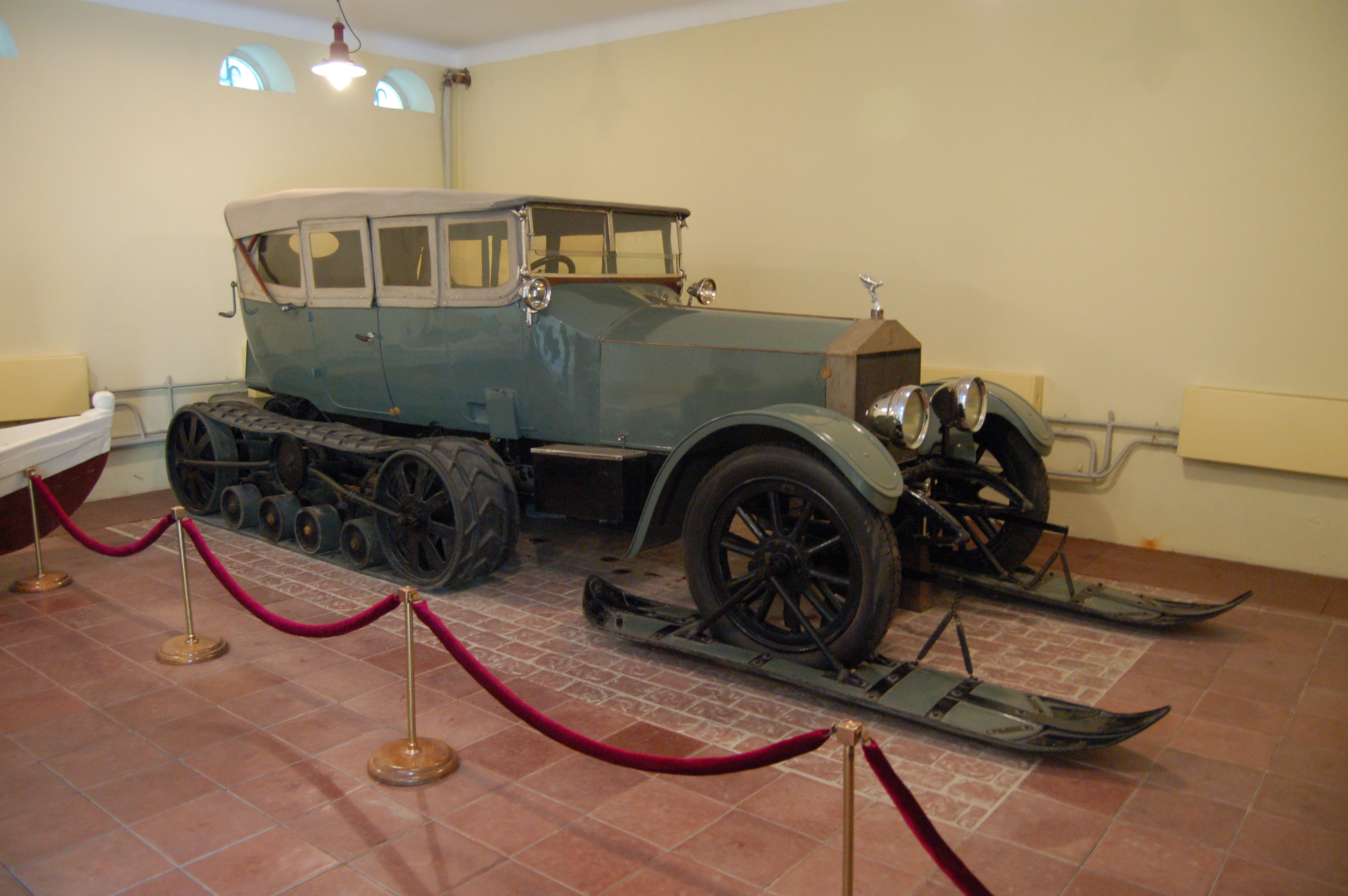
롤스로이스 실버고스트.

반궤도차(半軌道車, half-track)란 앞은 바퀴, 뒤는 무한궤도로 만든 차량을 말한다. 대개 험지주파 능력을 부여하기 위해 이런 설계를 채택했고, 군용으로 많이 사용되었다.

## 같이 보기
- 기갑
- 유니버설 캐리어